# Móstoles
Móstoles ist die größte Vorstadt von Madrid und eine Gemeinde (municipio) mit 214.006 Einwohnern (Stand: 2024) in der Autonomen Gemeinschaft Madrid.

## Lage und Klima
Die etwa 665 Meter hoch gelegene Großstadt Móstoles liegt im südlichen Teil des Iberischen Hochlands (meseta) südwestlich des Kastilischen Scheidegebirges. Die spanische Hauptstadt Madrid befindet sich knapp 23 Kilometer (Fahrtstrecke) nordöstlich; die alte Hauptstadt Toledo ist knapp 74 Kilometer in südlicher Richtung entfernt. Das Klima im Winter ist gemäßigt, im Sommer dagegen warm bis heiß; die eher geringen Niederschlagsmengen (etwa 435 Millimeter pro Jahr) fallen – mit Ausnahme der nahezu regenlosen Sommermonate – verteilt übers ganze Jahr.

## Bevölkerungsentwicklung
| Jahr      | 1857  | 1900  | 1950  | 2000    | 2019    |
| --------- | ----- | ----- | ----- | ------- | ------- |
| Einwohner | 1.321 | 1.344 | 2.082 | 196.289 | 209.184 |

Aufgrund ihrer Lage im Großraum Madrid ist die Einwohnerzahl der Gemeinde seit den 1980er Jahren enorm gewachsen.

## Wirtschaft
Móstoles war jahrhundertelang landwirtschaftlich geprägt; die Menschen lebten weitgehend als Selbstversorger von den Erträgen der umliegenden Felder und Hausgärten. Haltbar gemachte Überschüsse (Käse, Würste, Schinken) konnten bei fahrenden Händlern getauscht oder verkauft werden, die diese dann an Kleinhändler in Madrid verkauften.
Heute ist die Stadt von der Industrie geprägt. Die wirtschaftliche Grundlage bilden die Metallverarbeitende Industrie, die Bauindustrie, Dienstleistungen, Landwirtschaft und Viehzucht. Auf dem Stadtgebiet befindet sich auch der Hauptcampus der Universidad Rey Juan Carlos.
In Móstoles steht der weltweit erste Reaktor, der aus Wasser und Kohlenstoffdioxid unter Nutzung von Solarenergie Kerosin produziert.

## Geschichte
Auf dem Gemeindegebiet wurden ein römischer Grabstein und die Grundmauern zweier Landgüter (villae rusticae) entdeckt; außerdem wurden Keramikscherben gefunden. Aus westgotischer Zeit könnten Reste einer Kirche stammen, die bei Ausgrabungen freigelegt wurden. Im 8. Jahrhundert eroberten die islamisch-maurischen Heere die Gegend, doch letztlich sind aus der nachrömischen Epoche so gut wie keine Zeugnisse erhalten. Wahrscheinlich im Zuge der Rückeroberung (reconquista) Toledos (1085) fiel auch das Gebiet um Madrid wieder in die Hände der Christen, die danach eine Politik der Wiederbevölkerung (repoblación) mit Christen aus allen Teilen der Iberischen Halbinsel betrieben. Die erste urkundliche Erwähnung des alten Ortsnamens Monsteles stammt aus dem Jahr 1144. Im Jahr 1565 löste sich die Landgemeinde aus ihrer Abhängigkeit von Toledo. Móstoles erlangte Bekanntheit, als am 2. Mai 1808 Andrés Torrejón, einer der beiden Bürgermeister, Frankreich den Krieg erklärte und damit einen Aufstand gegen die napoleonischen Truppen auslöste. Eine Statue auf dem Pradillo-Platz erinnert an dieses Ereignis.

## Sehenswürdigkeiten

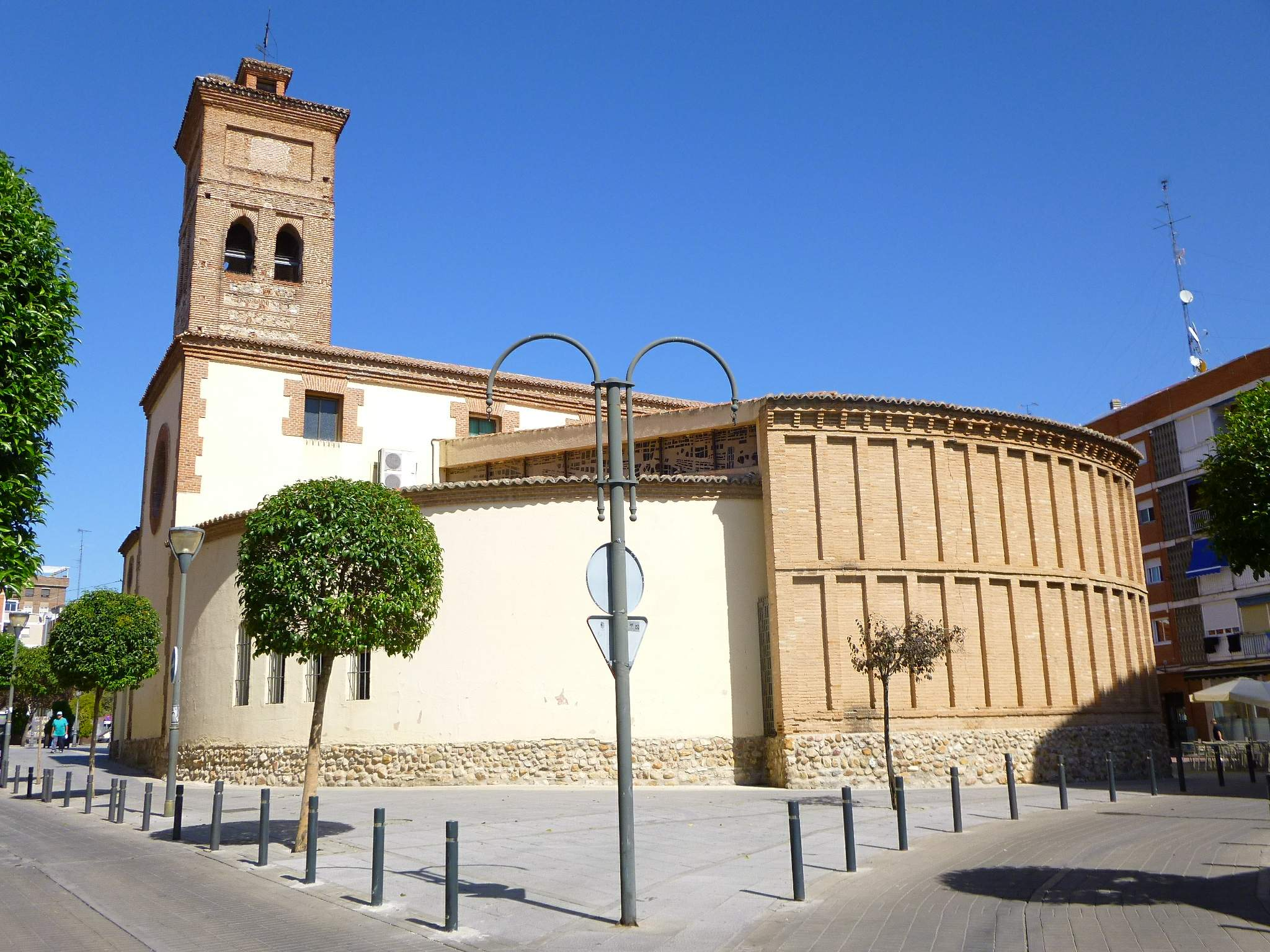
Iglesia de Nuestra Señora de la Asunción

- Älteste und wichtigste Sehenswürdigkeit der Stadt ist die im Mudéjar-Stil des 15. oder 16. Jahrhunderts erbaute, während des Bürgerkriegs (1936–1939) teilweise zerstörte, aber in den 1940er und 1970er Jahren restaurierte und durch moderne Anbauten ergänzte Mariä-Himmelfahrt-Kirche (Iglesia de Nuestra Señora de la Asunción). Vom Ursprungsbau sind nur noch die Apsis und der minarettartige Glockenturm (campanario) erhalten.[5][6]
- Ebenfalls in der Altstadt steht die Ermita de Nuestra Señora de los Santos, ein einschiffiger Mudéjar-Bau aus dem frühen 17. Jahrhundert, der aber in den 1680er Jahren im Stil der Spätrenaissance verändert wurde. Er hat ein Querschiff und eine unbelichtete Vierungskuppel; der Altarretabel (retablo) mit seinen gedrehten Säulen im Stil des Churriguerismus stammt aus dem ausgehenden 18. Jahrhundert.[7][8]
- Im ehemaligen Gebäude der Post ist heute das Stadtmuseum (Museo de la Ciudad) untergebracht.

## Bilder

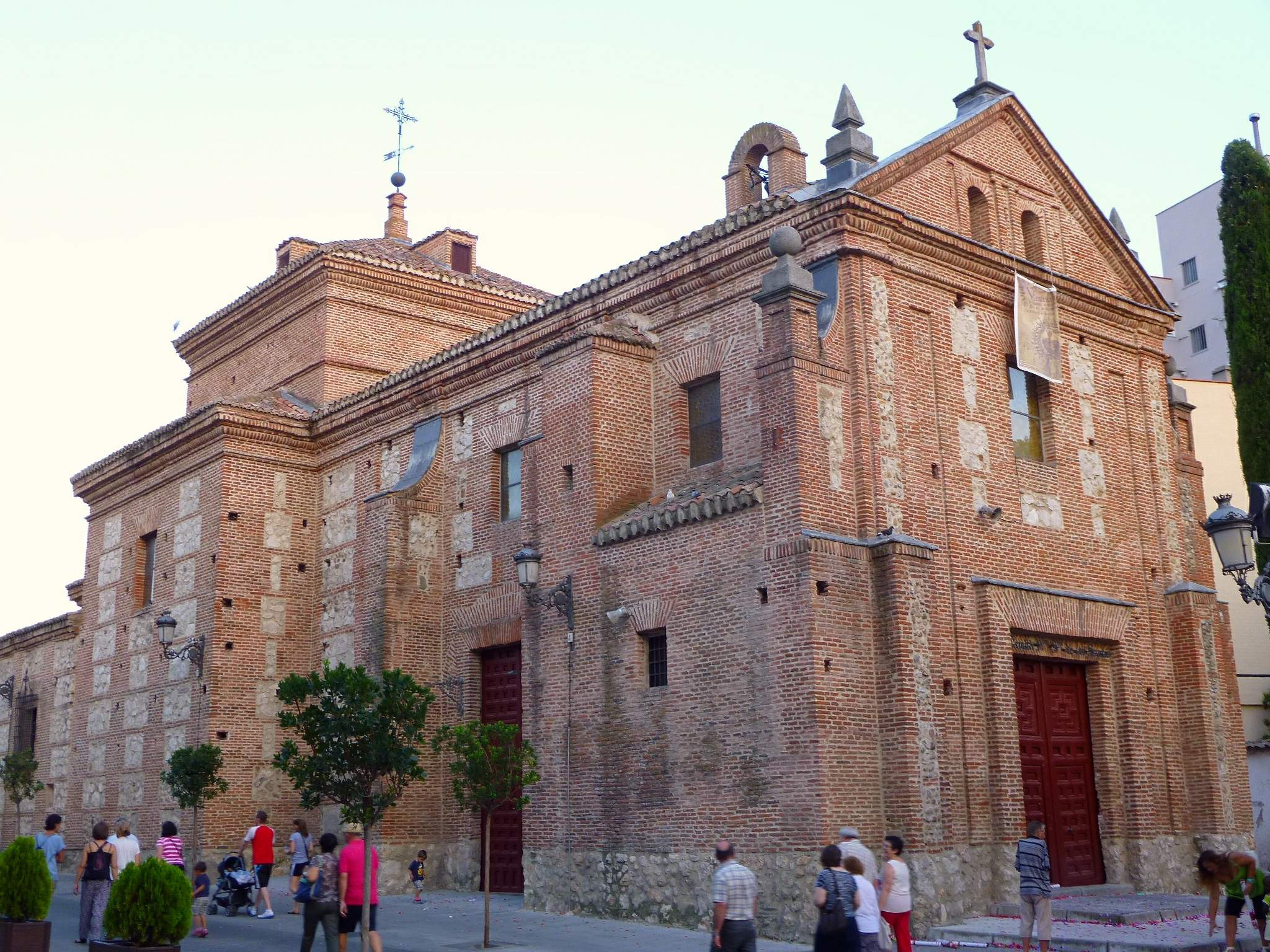
Ermita de Nuestra Señora de los Santos
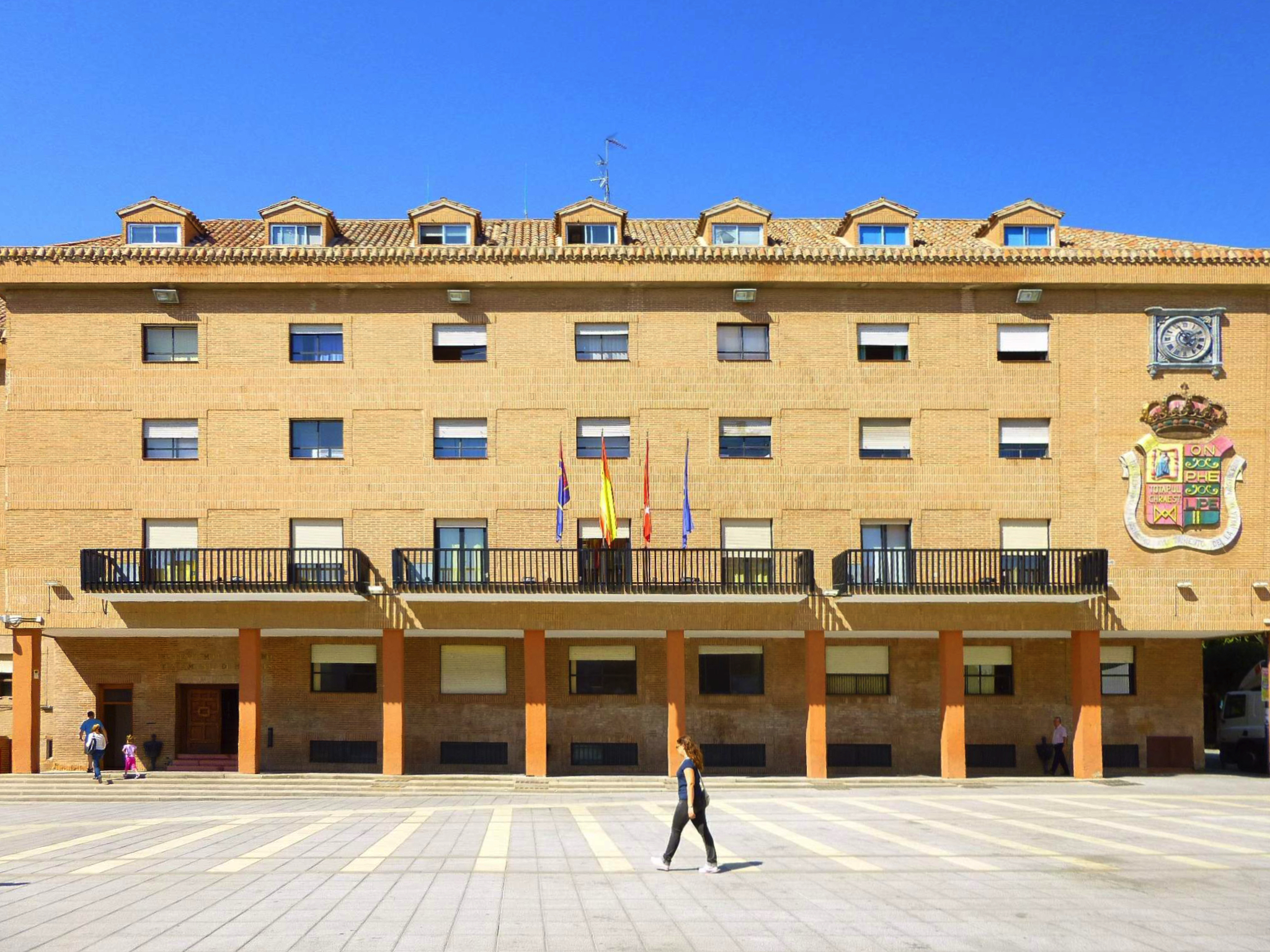
Rathaus
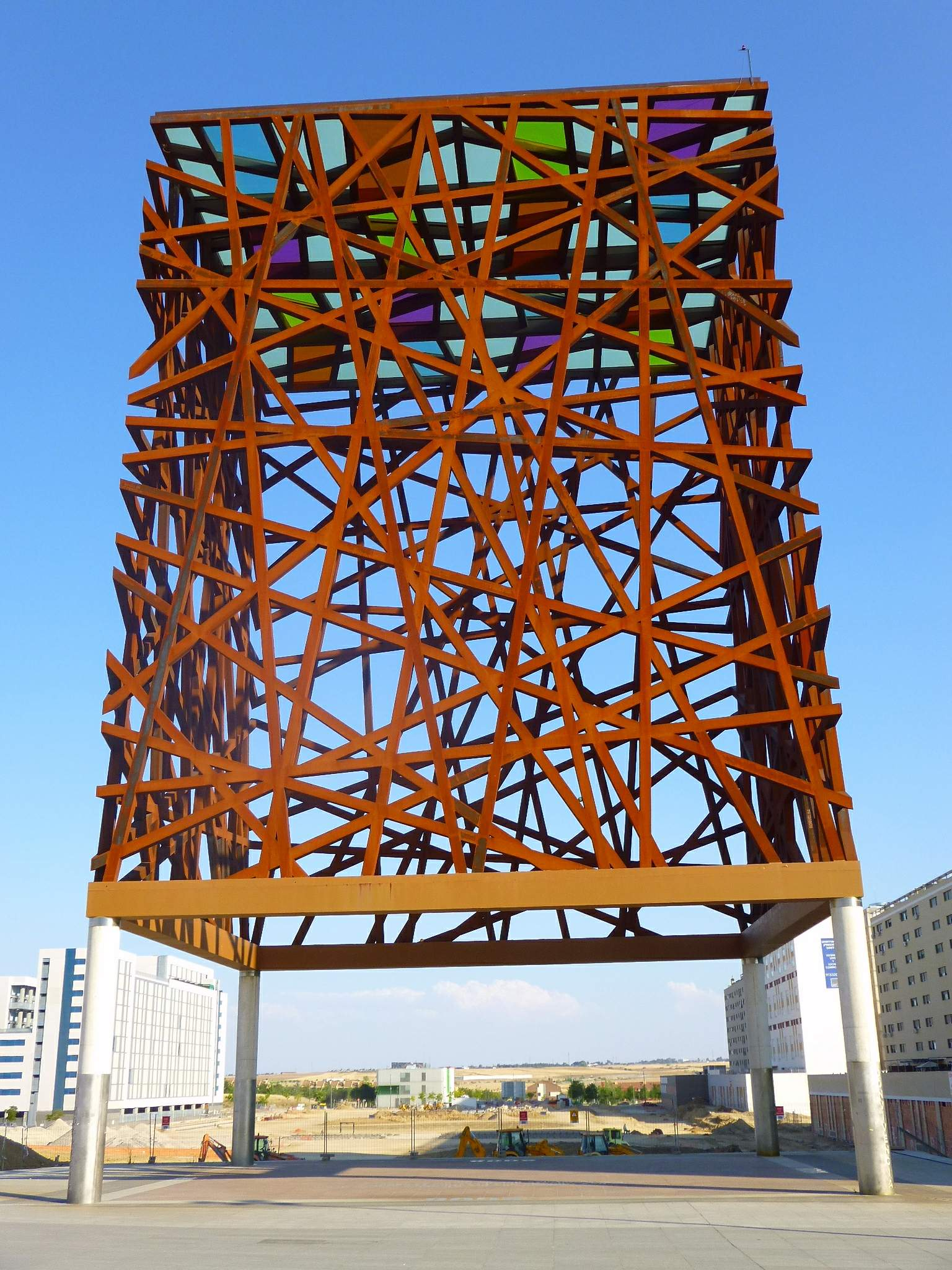
Monumento a la Libertad
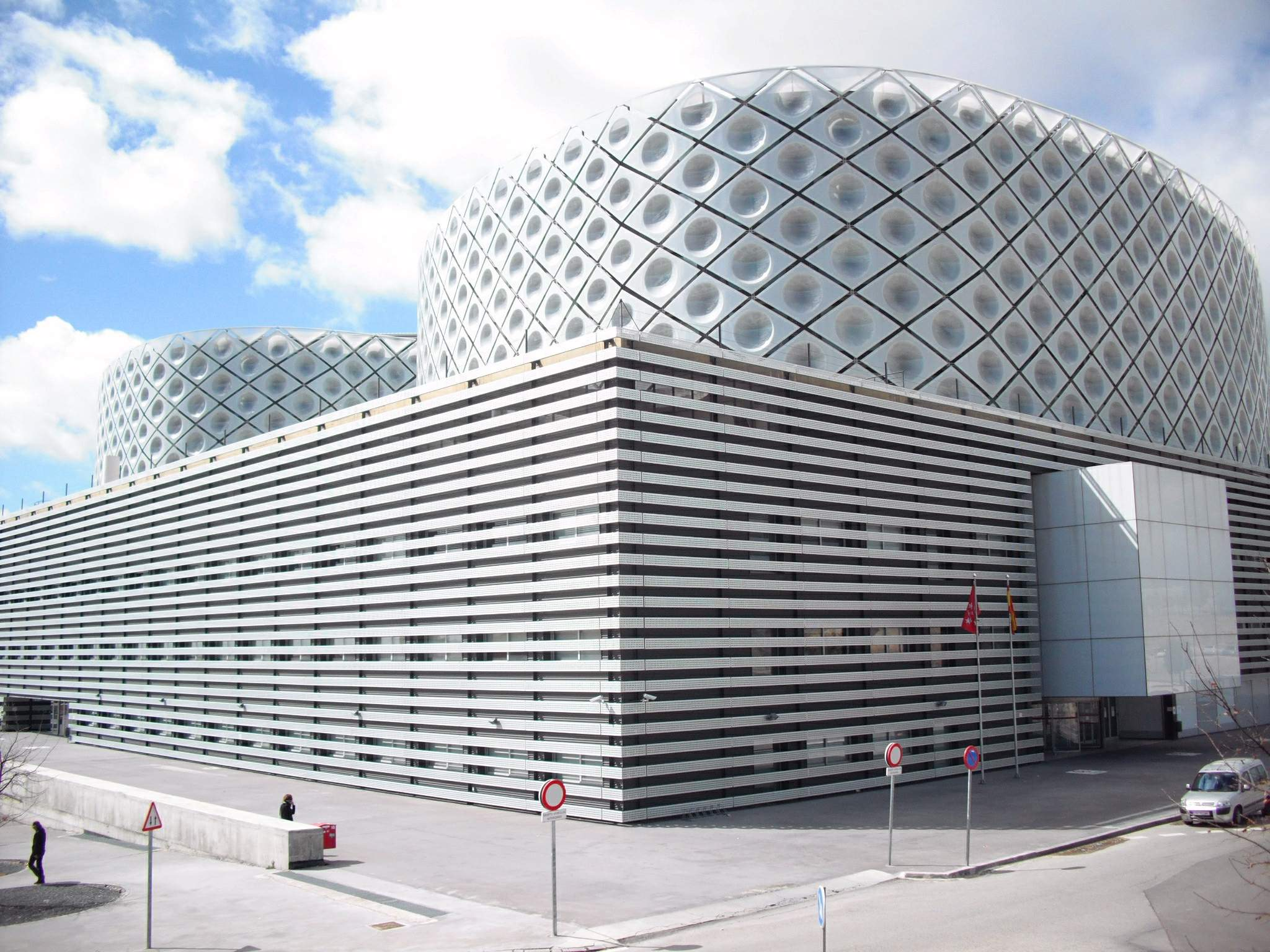
Universitätskrankenhaus

## Söhne und Töchter der Stadt
- César González Navas (* 1980), Fußballspieler
- Iker Casillas (* 1981), Fußballtorwart und Weltmeister
- Rubén de la Red (* 1985), Fußballspieler
- Máximo Cortés (* 1988), Rennfahrer
- Francisco Garrigós (* 1994), Judoka
- Rocío García (* 1997), Mountainbikerin